# Sci alpino agli XI Giochi paralimpici invernali - Discesa libera maschile
Tra le competizioni dello sci alpino che si sono tenute agli XI Giochi paralimpici invernali di Soči (in Russia) c'è stata la discesa libera maschile. L'evento si è svolto per l'8 marzo e sulla pista Roza Chutor di Krasnaja Poljana.
Sono stati aggiudicati i titoli di campione paralimpico nei tre tipi di competizione: in piedi, seduti e ipo e non vedenti

## Ipo e non vedenti
| Pos. | Atleta | Nazione | 1ª manche | 2ª manche | Totale | Distacco |
| ---- | ------ | ------- | --------- | --------- | ------ | -------- |
|      |        |         |           |           |        |          |
|      |        |         |           |           |        |          |
|      |        |         |           |           |        |          |
| 4    |        |         |           |           |        |          |
| 5    |        |         |           |           |        |          |
| 6    |        |         |           |           |        |          |
| 7    |        |         |           |           |        |          |
| 8    |        |         |           |           |        |          |
| 9    |        |         |           |           |        |          |
| 10   |        |         |           |           |        |          |

## Seduti
| Pos. | Atleta | Nazione | 1ª manche | 2ª manche | Totale | Distacco |
| ---- | ------ | ------- | --------- | --------- | ------ | -------- |
|      |        |         |           |           |        |          |
|      |        |         |           |           |        |          |
|      |        |         |           |           |        |          |
| 4    |        |         |           |           |        |          |
| 5    |        |         |           |           |        |          |
| 6    |        |         |           |           |        |          |
| 7    |        |         |           |           |        |          |
| 8    |        |         |           |           |        |          |
| 9    |        |         |           |           |        |          |
| 10   |        |         |           |           |        |          |

## In piedi
| Pos. | Atleta | Nazione | 1ª manche | 2ª manche | Totale | Distacco |
| ---- | ------ | ------- | --------- | --------- | ------ | -------- |
|      |        |         |           |           |        |          |
|      |        |         |           |           |        |          |
|      |        |         |           |           |        |          |
| 4    |        |         |           |           |        |          |
| 5    |        |         |           |           |        |          |
| 6    |        |         |           |           |        |          |
| 7    |        |         |           |           |        |          |
| 8    |        |         |           |           |        |          |
| 9    |        |         |           |           |        |          |
| 10   |        |         |           |           |        |          |

## Informazioni
Data: domenica 8 marzo 2014 

Ora locale: 
 
Pista: 

Partenza: m, arrivo: m

Lunghezza: m, dislivello: m 

Tracciatore: , porte 

Legenda:
- DNS = non partito (did not start)
- DNF = prova non completata (did not finish)
- DSQ = squalificato (disqualified)
- Pos. = posizione